# 瓦茨拉夫·涅梅切克
瓦茨拉夫·涅梅切克（捷克語：Václav Němeček，1967年1月25日—），是已退役的捷克职业足球运动员。
内梅切克曾经代表捷克斯洛伐克参加了1990年意大利世界杯，1996年又以队长身份带领捷克国家队杀入欧洲杯决赛。内梅切克一共代表捷克斯洛伐克以及捷克队出场61次，打进6球。1998年，他加盟中国甲A联赛大连万达，以出色的表现成为中国职业足球初期最著名的外援之一。